# Elif Sönmez
Elif Sönmez (Istanbul, 20 novembre 1978) è un'attrice turca.

## Biografia
Nata nel 1978 a Istanbul (Turchia), Elif Sönmez dopo essersi diplomata presso il liceo classico italiano della sua città natale, dal 1999 al 2004 ha studiato presso il dipartimento di scultura dell'accademia di belle arti di Brera a Milano, dove al termine degli studi ha conseguito la laurea.
Nel 2005 ha iniziato la sua carriera di recitazione dopo essere stata scelta per interpretare il ruolo di Berrin nella serie in onda su Show TV Yağmur Zamanı. Dal 2007 al 2009 ha ottenuto il ruolo di Melek Doğan nella serie in onda su Kanal D Asi. Nel 2009 ha ricoperto il ruolo di Tuğçe nel film Sonsuz diretto da Cemal San. L'anno successivo, nel 2010, ha preso parte al cast del film Gişe Memuru diretto da Tolga Karaçelik, in cui ha ricoperto il ruolo della madre di Kenan.
Nel 2011 ha interpretato il ruolo di Sevda nella serie in onda su ATV Reis. L'anno successivo, nel 2012, è entrata a far parte del cast della serie in onda su Star TV Koyu Kırmızı, nel ruolo di Defne. Nello stesso anno ha ricoperto il ruolo di Gülden nella serie in onda su ATV Son. Dal 2012 al 2015 è stata scritturata per interpretare il ruolo di İlknur Kara nella serie in onda su ATV Karadayı, insieme agli attori Kenan İmirzalıoğlu e Bergüzar Korel.
Nel 2017 ha ottenuto il ruolo di Meral nella serie in onda su Fox Dayan Yüreğim. Nel 2017 e nel 2018 ha ricoperto il ruolo di Jale nella serie in onda su Star TV Siyah İnci. Dal 2019 al 2021 è stata scelta per interpretare il ruolo di Cemile Karaca nella serie in onda su TV8 My Home My Destiny (Doğduğun Ev Kaderindir), insieme agli attori Demet Özdemir, İbrahim Çelikkol, Engin Öztürk, Hülya Duyar e Fatih Koyunoğlu. Nel 2021 e nel 2022 è entrata a far parte del cast della serie in onda su Show TV Aziz, nel ruolo di Maksude Payidar.

## Vita privata
Dal 2016 è sposata con il direttore creativo Burak Gürmeriç.

## Filmografia

### Cinema
- Sonsuz, regia di Cemal San (2009)
- Gişe Memuru, regia di Tolga Karaçelik (2010)

### Televisione
- Yağmur Zamanı – serie TV (Show TV, 2005)
- Asi – serie TV, 56 episodi (Kanal D, 2007-2009)
- Reis – serie TV, 11 episodi (ATV, 2011)
- Koyu Kırmızı – serie TV (Star TV, 2012)
- Son – serie TV, 3 episodi (ATV, 2012)
- Karadayı – serie TV, 115 episodi (ATV, 2012-2015)
- Dayan Yüreğim – serie TV, 13 episodi (Fox, 2017)
- Siyah İnci – serie TV, 6 episodi (Star TV, 2017-2018)
- My Home My Destiny (Doğduğun Ev Kaderindir) – serie TV, 43 episodi (TV8, 2019-2021)
- Aziz – serie TV, 28 episodi (Show TV, 2021-2022)

## Doppiatrici italiane
Nelle versioni in italiano dei suoi film e delle sue serie TV, Elif Sönmez è stata doppiata da:
- Lidia Perrone[22] in My Home My Destiny[23]